# Parisia
Parisia là một chi rêu trong họ Dicranaceae.